# ORANGE (テレビ番組)
『ORANGE』（オレンジ）は、静岡放送（SBSテレビ）で、静岡県内向けに放送していたローカルワイド・報道・情報番組である。

## 概要
2019年9月27日まで放送されていた『イブアイしずおか』の後継番組である。
『静岡の今日を井戸端する。』をキャッチフレーズに静岡に住む視聴者が「きょう」を持ち寄り、話して、刻む場所にしたいと思いを込めている。また、番組ロゴは#を前面に出したロゴタイプ『#ORANGE』になっているが、番組固有のハッシュタグとしては使い勝手が悪いため、公式ハッシュタグは『#オレンジ6』となった。2021年3月のリニューアルからは本ハッシュタグに加え、『#おれんじ』というハッシュタグも使われるようになった。（番組公式では後者のハッシュタグを推奨している。）本ハッシュタグは17時台の時刻表示の下に表示される。
番組初期は「もぎたて新鮮ORANGE」というキャッチポーズをオープニングとエンディングと必ず発言していた。
『イブアイしずおか』以降、SBSでの夕方ワイド番組は報道専用のNスタジオを使用していたが、この番組では『イブアイしずおか』の前身となる『SBSイブニングeye』初期と同じく、汎用スタジオのGスタジオをメインに進行している点（ストレートニュースのコーナーのみNスタジオを使用）が、これまでのSBSでの夕方ワイド番組とは異なる。
『SBSイブニングeye』から『イブアイしずおか』までは番組開始時間が16:45だったが『Nスタ・第0部』ネット開始により16:50に変更された。JNN系列で16時台にNスタ・17時台に夕方ワイド番組という方式を採り入れるのは同局が初。。17:50 - 18:15のJNNネットワークパートは『ORANGE Nスタ』と表記している。
番組の終焉及び夕方ワイド番組撤退へ
在静民放4局が17時台に自社制作のワイド番組を制作し競合する中、幾度となくリニューアルを繰り返してきたが、結局視聴率は伸びず、2022年春の番組改編により同年4月1日をもって当番組は終了した。同月4日以降の後継番組は17時台が『Nスタ・第1部』（TBSテレビ製作）のネット受け、18時台が瀬﨑一耀・井手春希両アナウンサーがキャスターを務めるローカルニュース番組『LIVEしずおか』（18:15 - 19:00）となる。これをもって「とく報!4時ら」、「SBSイブニングeye→イブアイしずおか エンタ」から約17年半続いた平日夕方のワイド番組枠が廃止となった。これと同時に静岡民放4局の平日17時台は全て静岡発夕方ワイド番組であったが（いわゆる横並び）、今回の撤退により当局のみ東京のニュース番組を放送している。前半部分の要素は3か月後に放送を開始した『しずおか びっくりTV』が引き継いでおり、レギュラー出演していた芸人レポーターはそちらへ移動している。

## 出演者
特記の無いものはSBSアナウンサー（番組放映当時）。2021年4月から番組終了まで。

### 番組キャスター
司会
月曜 - 木曜
- 桑原秀和

2020年2月24日 - 28日・2021年3月1日 - 5日は冬休みで、同年12月13日 - 16日はリフレッシュ休暇で出演せず。
2021年5月19日以降、新型コロナウイルスに罹患したことによる療養のため、当面の間出演休止。
2021年6月12日、SBSラジオで土曜の18:00から放送の『となりの常連さん』にサプライズ出演して番組リスナーを驚かせ、その中で同月14日からの番組復帰も報告した。同月14日に復帰も、最初のカットはワイプでの登場となる。
2022年1月14日は冬休みの新城健太に代わって金曜日にも登場。
月曜 - 水曜
- 井手春希

2022年2月16日・2月21日・2月22日は冬休み
火曜
- 瀬崎一耀[12]。

2022年2月4日は冬休みの新城健太に代わって金曜日にも登場。
3月22日はリフレッシュ休暇で休み
木曜
- 山﨑加奈

2022年2月16日・21日・22日は冬休みの井手春希に代わって月 - 水曜日にも登場。
2022年3月24日は口内炎を患ったため休みで、同日の『鉄崎幹人のWASABI』とのセットで重長智子が代理出演した。
井手・山﨑は2021年末まで月曜 - 木曜を担当した矢端の後任でリポーターから昇格。
金曜
- 鬼頭里枝
- 新城健太

鬼頭はキャスターとして水曜、中継担当として木曜にも登場。新城は1月143日、1月21日は冬休みで出演せず。
桑原のリフレッシュ休暇に伴う代行に新城が起用されたため、水曜日に鬼頭・新城のコンビが再現された。
曜日パーソナリティ
- 水野涼子[13][14]（金曜日担当）

### ニュースキャスター
- 小沼みのり （2021年3月29日から。月曜 - 木曜）
- 水野涼子（2021年4月2日から。金曜）

2022年1月20日は、小沼に代わってニュースキャスターを担当。
- 新城健太（2021年3月29日から。月曜 - 水曜）
- 原口大輝（2021年4月1日から。木曜・金曜）

2021年5月19日、桑原休養の影響で、小沼、新城共に休養となる。当日、小沼、の代理を水野涼子が、新城の代理をMCと兼務で原口大輝が担当した。
翌日の5月20日は、小沼は復帰も新城は休養を継続。野路毅彦が代理を務めた。翌週5月24日のニュースキャスターから復帰。5月25日・31日、6月1日・2日MCを担当。
一方、小沼は5月21日付けの自身のブログにて「今月一杯の休養」を発表した。その後、5月31日から復帰した。

### 天気キャスター
- 田中健太郎（ウェザーマップ所属気象予報士、月曜 - 金曜日担当）

2021年11月30日は、井手春希に代わってスタジオから（天気以外のコーナーでも）生出演した。

### レギュラー

#### コーナーレギュラー
- 熊谷真実（月曜） - くまくわ旬感ダイアリー（2021年3月29日 - 2022年3月28日）※7月12・19日、8月9・16日、12月20日、2022年2月14日はリモート出演、7月26日は電話での出演となる。8月2日、12月13日、2022年1月17日、1月24日、1月31日、2月21日は未出演（2022年1月は舞台出演のため）。
- すゑひろがりず（月曜 - 金曜） - すゑひろがりずのまいるまいる（2021年3月29日 - 2022年4月1日）

※2022年3月30日はスタジオに特別生出演。
- 鈴木雅人（愛称・すーさん、火曜）- 時短コック（2021年3月30日 - 2022年3月29日）※SBS本社17階のレストラン『Tembooo』（テンボー）の店長。
- 赤ペン瀧川（金曜） - 最新映画プレゼン（2021年4月2日 - 2022年4月1日）＊4月30日、5月7日・14日・21日・28日、6月4日・11日・18日は緊急事態宣言の影響でリモート出演。6月25日よりスタジオに復帰。しかし、7月16日・23日、8月6日以降再びリモート出演となる。10月1日よりスタジオ再度復帰も同月15日、12月17日、2022年1月7日・21日・28日、2月4日・11日・18日・25日、3月4日は又リモート出演となる。「まん延防止等重点措置」の再発令と期間延長（3月21日まで実施）に伴い、リモート出演の頻度が増えている。最後の放送となる4月1日はスタジオに生出演。

#### リポーター
- 井手春希（火曜・2021年9月28日 - ）

2021年11月30日はVTR（「今日イチ」）のみの出演。
2022年2月16日はVTR（「井手プロ」）のみの出演。
- 山﨑加奈[16]（木曜） - 「すゑひろがりずのまいるまいる」ナレーターも担当。

2021年5月13日は、翌日放送の「第2565回関東・中部・東北自治宝くじ抽せん会」の中継準備のため休み、大槻有沙が代理出演。
2021年5月21日は鬼頭里枝に代わってスタジオに生出演。
2021年5月27日・6月3日は瀬崎一耀に代わって「アニマル探検隊」のアシスタントを務めた。
2022年1月21日は、新城健太に代わってスタジオに生出演。
- 鬼頭里枝（水曜 - 金曜）（2021年3月31日 - ）

2021年5月21日はVTR（「コドモノタマリバ→タマリバ」）のみの出演。
2021年5月24日は桑原に代わってМＣを担当（この日は矢端、熊谷とともにスタジオは女性だけの放送となった）。

#### 過去のレギュラー
- 矢端名結[13]（番組開始から2021年12月25日まで、月曜 - 木曜 司会）[17]。

2020年2月10日 - 15日・2021年2月8日 - 12日は、冬休みで出演せず。
2020年1月10日（110番の日）の放送で、三島警察署の一日警察署長に委嘱され、女性警察官の制服を着用してJR三島駅南口で適切な110番通報を呼び掛ける広報活動を行った記事を放送した。
2021年5月19日、前述の桑原の休養の影響で、自身初のリモート出演となる。翌20日より通常形態に復帰。
2021年11月3日、前日放送のラジオ番組『チョコレートナナナナイト!』に引き続き、番組冒頭で自身と酒井健太（アルコ&ピース）との婚約→結婚について生報告した。
2021年12月20日、第1部終了時に12月25日放送のSPをもって番組を卒業する事を発表し、予定通り同月25日に番組を卒業した。
- 内山絵里加[13]（番組開始から2021年3月まで月〜水曜パーソナリティー）

2021年5月26日、鬼頭里枝の代理で久々にスタジオに生出演。6月29日にもロケに出たキンタロー。の代理でスタジオ生出演。
- 鉄崎幹人[16]（月曜日担当）
- 阪口瀬理奈（静岡経済研究所主任研究員・月曜日担当）
- 末吉喜恵（子育て支援センター『よしよし』代表・不定期出演）
- 木村綾子（文筆家・水曜日担当）
- 溝口紀子（柔道家・火曜日担当）
- 八代英輝[19]（国際弁護士・火曜日担当）
- 西原茂樹（初代牧之原市長・水曜日担当）
- イム ソネ（心理カウンセラー・木曜日担当）
- 三輪記子（弁護士・不定期金曜日担当）
- 南和行（弁護士・木曜日担当）
- 星野明宏（元静岡聖光学院中学校・高等学校校長・金曜日担当）
- 洋輔（手芸家・タレント・不定期金曜日担当）
- アイクぬわら（お笑いタレント・俳優、2019年10月4日 - 2020年3月27日、金曜日担当）
- ニッチェ（水曜日担当。番組スタート時のスポットCMのナレーションも担当）2019年9月 - 2020年8月
- 春風亭昇吉（ワタナベエンターテインメント所属の落語家・木曜日担当）
- 平下愛（静岡合同法律事務所所属弁護士・水曜日担当）
- 大川航（俳優・タレント、火曜日→木曜日担当）
- 篠宮暁（お笑いコンビオジンオズボーンメンバー、月曜 - 金曜日担当）
- キンタロー。（火曜日担当）
- 竹田こもちこんぶ（水曜日担当）
- ハンター加藤(加藤英明)（木曜日担当）
- 瀬崎一耀（木曜日担当）

2022年1月11日から再びレギュラー出演(火曜日)となる。
木村・八代・洋輔は東京から、三輪は京都から、南は大阪からリモート出演だった。

## 番組テーマ
- 番組オリジナルテーマ（松谷卓、2019年9月30日 - 2021年3月26日）
- Hurt so good（カーリー・レイ・ジェプセン、2021年3月29日 - 2022年4月1日 17時台のみ）

## 主なコーナー

### コーナー・番組全体に関する備考
- 2020年3月から一時期、新型コロナウイルス関連のニュースに時間を費やした結果、天気予報と「シズごち」以外のコーナーが原則放送されなくなった。同月10日の「くらべ～る!」より部分的に再開。
- 静岡ローカルパートの時間帯に「JNN報道特別番組」（『Nスタ』ベースの全国ネット番組、或いはCS放送・インターネット配信の『TBS NEWS』のサイマルネット番組）が組まれる場合には、当番組へ内包せず、単独番組扱いで編成する。
- プロ野球ドラフト会議開催日（2020・2021年以外は毎年10月の第3または第4木曜日、2020年は10月26日・2021年は10月11日＝月曜日）には、TBSテレビ制作の中継番組を17時台に放送（同局が2009年から開催日に『Nスタ・第1部』を差し替えた[注 2]うえで全国ネット向けに中継）する関係で、当番組の17時台は休止となる。
- 12月の第1土曜日に開催の『しずおか市町対抗駅伝』の前日（金曜日）に、大会での活躍が期待される選手や、見所などを紹介する番組を放送する関係で、当番組の17時台は休止となる。
- 12月下旬（主に12月29日 - 31日）と1月上旬（主に正月三が日）は、キー局のTBSテレビが日中も含めた年末年始の特別編成を組む事から、当番組の全編を休止するため、静岡地区向けのローカルニュース・天気予報は『Nスタ（年末年始短縮版）』や『報道の日・JNNニュース』（12月30日の夕方のみ）内のローカル枠で放送する。

### 重大ニュース・特別番組放送時の対応
- 静岡県内で大規模な災害や事件などが発生した場合には、曜日や時間帯を問わず、当番組をベースとした報道特別番組を放送する場合がある。
- 2020年末は年末SP「バズった!映えた!2020しずおか」として12月26日（土）の14:00 - 16:00に放送された。土曜日に放送されるのは初めて[20]。熊谷真実が2021年からのレギュラー出演に先駆けゲスト出演し、コメンテーターとして、通常はリモート出演の八代英輝がスタジオに生出演した。
- 2021年・2022年3月3日は17:00 - 17:50に「秀英スペシャル 高校入試解答速報（2021年・2022年3月3日は、静岡県公立高校の入試の日）」放送のため、第1部は16:50 - 17:00の短縮版となった。[21][22]。
- 2021年3月26日は18:30からサッカー国際親善試合『U-24日本×アルゼンチン(味の素スタジアム)』中継のため、第1部は16:50 - 17:20の短縮版となった。
- 2021年3月29日より大幅リニューアルしほぼ全てのコーナーを入れ替え、17時台はバラエティ色が強いものとなった。18時台のニュース映像の一部は『Nスタ』の映像を使用する場合（『エンタメ＆カルチャーNEWS』は『Nスタ』の映像を使用）がある。
- 2021年5月26日は『2021Jリーグ「清水エスパルス×FC東京」』の試合中継のため、18時台は5分短縮の18:55終了となった。
- 2021年7月4日は通常放送のない日曜日だが、前日に発生した熱海市の土石流災害関連の情報のため、13:00 - 13:30に本来放送の『それSnow Manにやらせて下さい』（TBSテレビ制作）を差し替え本番組のフォーマットで報道特番を放送。本番組のスタジオから新城が担当した。
- 2021年7月5日からの放送は前日の特番同様令和3年7月3日の熱海市の土砂災害関連の情報のため、コーナーの一部が休止となった。
- 2021年7月26日から、「東京五輪」の情報を『Nスタ』（第2部）の開始時刻を10分繰り上げ、17:40からの放送に変更するため、第1部の放送時間が（閉会式二日前の）8月6日まで17:40で終了となった。これとは別に、7月28日は7人制ラグビー（男子）決勝ほかを、7月30日はトランポリン・柔道、8月5日にサッカー女子3位決定戦中継のため、これらの日は放送休止となった。
- また2021年8月2日の放送は放送時間の関係上、第1部（17時台）は15:49 - 17:10（翌日8月3日が熱海市の土石流災害から一か月ということで、すべての時間をこれに費やした）。第2部（18時台）は17:45 - 18:30の放送となる。この日は第1部を小沼みのりと新城健太が担当し、桑原・矢端両アナウンサーは第2部を担当した。
- 2021年8月9日（山の日の振替休日）、ボートレース浜名湖にて開催のプレミアムG1『第35回レディースチャンピオン～優勝戦～』実況生中継の予定が、台風9号接近に伴う波浪によって中止順延となったが、優勝戦の展望番組として放送したため、当初の予定通り、第1部を通常より4分遅れの16:54から放送した。
- 2021年11月17日、RCC中国放送で放送の深夜バラエティ番組「レンタルクロちゃん」のMC クロちゃん（安田大サーカス）がスタジオに生出演。第1部終了まで居残りして自身の番組をPRした。その効果か、今までSBSでは同番組はネットしていなかったが、去る2022年1月19日の深夜帯での放送が発表された(同年1月19日から水曜 24:46 - 25:01で放送。SBS訪問のエピソードは3月2日に予定されている）。
- 2021年12月25日、年末SP「ORANGE大感謝祭2021 すゑサンタしずおかに幸お届けSP」を14:00 - 15:30に放送。すゑひろがりずが念願のスタジオに初出演し（これまでは体育館までしか入れなかった）[23]、矢端名結の同番組最後の出演ともなった。
- 2021年12月27日・28日年末編成によるゴールデンタイムの番組（27日は密着警察24時、28日はSASUKE 2021）が18:00開始となるため、第1部（17時台）は休止、第2部（18時台）は17:45 - 18:00のローカルニュースのみとなる。
- 2022年2月7日から、「北京オリンピック」の情報を『Nスタ』（第2部）の開始時刻を10分繰り上げ、17時40分からの放送に変更するため、第1部の放送時間が2月18日まで17時40分で終了となった。

### 番組終了まで（2022年1月4日から）
- 17時台

- 今日イチ　〜Today‘first〜（月曜 - 金曜）

2021年11月4日は2022年4月から公開の劇団四季のミュージカル「リトルマーメイド」のPRのため、同劇団のアリエル役で出演候補の若奈まりえが出演して意気込みを語った（若奈は翌5日の「Soleいいね!」にも生出演した）。2022年2月28日にも、別のアリエル役候補の谷原志音が新静岡駅でのラッピング電車出発式(この日、同駅の1日駅長として登場)の後にリモート出演して意気込みを語った。
2022年2月7日、9日 - 11日、14日、16日 - 18日は北京五輪報道による時間短縮の影響を受け、休止。
- くまくわ旬感ダイアリー （月曜）

桑原の休養に伴い、5月24日・31日は放送休止。これと別の理由で8月2日も放送休止。
6月7日は「特別編」として、熊谷真実とメロンの被り物を装着した瀬崎一耀のコンビで、袋井市にあるメロン農場から生中継した。
6月14日・21日、7月12・19日は熊谷真実単独で登場。14日は長泉町にある「クレマチスの丘」内のヴァンジ庭園美術館を、21日は沼津市にある愛鷹運動公園内の「INN THE PARK」を訪問した。2022年1月17日は、舞台出演のためスタジオは休みの熊谷単独での出演（桑原はこの回のロケを欠席）となる。
7月26日から桑原もロケに復帰。
2022年2月7日は桑原単独で出演。バレンタインデー直前企画として熊谷真実への『逆チョコ』製作レポート。完成後、チョコを熊谷にプレゼントした。
- バズグルメ（月曜→9月30日から木曜）

東京五輪報道による時間短縮の影響を受け、7月26日、8月2・9・16日は休止。
5月24日・31日は「バズグルメ拡大版」として、通常1店舗の紹介が3倍の3店舗紹介となった。
2022年3月3日は「高校入試解答速報」放送のため、休止。
- 時短コック（火曜）。

2022年1月4日は静岡市葵区にて開催の賀詞交歓会「新年のつどい」（静岡新聞社・静岡放送主催）中継のため休止。
2022年3月15日は通常試食担当の瀬崎が外ロケに出たため、残った桑原と井手によるじゃんけんで勝利した桑原がこの回の試食を担当した。
2022年3月22日は瀬崎のリフレッシュ休暇に伴い、井手がこの回の試食(初の生放送での食リポでもあった)を担当した。
- 井手プロ Ide Production（水曜）
- 木曜どこでしょう?（木曜）

6月24日は2020東京五輪聖火リレー実施に伴う交通規制に配慮して休止。
2022年3月3日は「高校入試解答速報」放送のため、休止。
- コドモノタマリバ→タマリバ（金曜）

9月10・17・24日は緊急事態宣言の影響でスタジオに来られない赤ペン瀧川に静岡の逸品をプレゼンする企画『赤ペン瀧川さんのシズオカの知らない世界』を放送。缶詰・麩菓子・横断バッグの順で紹介した（横断バッグは実際に、リモートの背景として登場した）。
- 最新映画プレゼン（金曜）
- すゑひろがりずのまいるまいる（金曜日はその週の放送を「おかわり」というタイトルで振り返る）（月曜 - 金曜）

2021年7月5日 - 12日は熱海市の土砂災害の影響で休止。翌13日から16日まで「傑作選」として過去放送分をアーカイブ放送。翌週19日より通常放送を再開するも時間短縮の余波で26日は休止。
2021年10月20日・21日は放送100回越え記念として、今までのロケで注目を浴びた一般出演者の事を振り返る企画を実施した。
2022年1月31日、2月1日は「寛平アメマナイトマラソンin沼津2022」（去る3月26日に開催）の告知も兼ねて間寛平がゲスト出演した。
2022年2月17日は間寛平出演回の未公開場面を放送した。
2022年3月3日は「高校入試解答速報」放送のため、休止。
2022年3月7日 - 11日は、レギュラーの山﨑加奈がリフレッシュ休暇で休みだったため、井手春希が代理のナレーションを担当した。
番組終了に伴い、2022年4月1日をもって、本コーナーも惜しまれつつも終了したが、同月30日にこの番組から独立した『笑顔で繁盛!すゑひろがりずのまいるまいる』（土曜 16:30 - 17:00）が単発で放送される（5月2日 25:40 - 26:10に再放送）。今後も月1回程土曜（日曜に放送の場合もあり） 16:30 - 17:00にて放送されるが新番組開始に伴い、僅か3か月、全5回で終了した。
- ラ・ラ・ランキング（月曜 - 金曜）

10月4日から10日まで、去る8月に全線開通した中部横断道を使用しての山梨県訪問を促進させるため、放送時SBSアナウンサーだった大槻有沙（2022年1月からフリー）とUTYテレビ山梨の青木美菜アナウンサー（浜松市出身）による山梨の名所リポートのため、休止。
最終週（3月28日 - 4月1日）は未放送。
- お天気です(天気中継@東急スクエア)（月曜 - 金曜）

それまでのスタジオからの放送に代わって静岡東急スクエア前広場からの中継（近くにDaiichi-TV『まるごと』中継場所の新静岡セノバも所在）に変更された。
2021年5月3日（憲法記念日）は、山梨県富士河口湖町にて開催の『富士芝桜まつり』の会場から生中継した。
2021年5月21日、7月1日・2日は静岡市内の天候悪化に伴い、久しぶりにスタジオからの放送となる。
2021年6月22日はロケ地の清水区三保からの中継となる。
2021年6月23日は、この日からスタートの2020東京五輪聖火リレーによる交通規制に配慮してスタジオからの放送となる。
2021年7月5日以降は、熱海市伊豆山土石流災害の影響で、スタジオからの放送が常態化している。同月21日より外からの中継を再開。
8月20日から静岡県に二度目の緊急事態宣言が発出されたため、スタジオ出演となる。宣言の解除期限でもある9月30日まで継続された。
2021年11月19日は、ほぼ皆既月食中継のため、焼津市のディスカバリーパーク焼津天文科学館から放送した。
2021年11月22日から12月3日まで、再びスタジオからの放送となる。翌週12月6日から外からの中継を再開。その期間、11月26日は「ヨエロスンE～私とゲームしませんか～」から上矢えり奈と山田門努が登場して番組PRを行った。
- 18時台

- めざせ!ものしリッス（10月1日から金曜）

6月24日は「木曜どこでしょう?」が休みだったために5時台に放送。「疥癬（かいせん 皮膚病）」について解説した。
最後の放送となる2022年4月1日の放送内容は魚のシラスについて解説した。
後番組の『LIVEしずおか』でも水曜日のレギュラーコーナー『LIFE ものしりっス』として現在も継続中
- NEWS630
- エンタメ＆カルチャーＮＥＷＳ（『Nスタ』からのネット）・Nスタ News Clip（18:50 - 、月曜 - 木曜）

- ＃防災最前線（火曜）

- ＃逸品（水曜）

### 過去のコーナー
- シズごち（月曜 - 金曜）
- やばたのお取り寄せ（月曜 - 金曜）
- くらべ～る!（火曜）
- 朝倉さやの こどもっち音楽会（木曜）
- アイクぬわらの女子会おじゃまします!（金曜）
- 魔女の手ほどき（水曜）※2020年8月中旬まで

お笑い芸人ニッチェが登場!（不定期に登場しない場合有り） 静岡の女性の悩みを、色々な分野のスペシャリスト=『魔女』に会いに行って解決させるコーナー。
- 木スペ（木曜）
- ヤバたん調査団（月曜）

「団長」の矢端名結が、静岡の巷で噂の気になる場所・ヒト・物などを徹底調査! 視聴者の素朴な疑問にも迫る。
2019年11月4日の放送（掛川花鳥園でハシビロコウ等を調査）では、タイトルロゴが「ヤバたん鳥査団」というささやかな遊びが見られた。
2020年2月10日の放送は、団長の矢端が14日まで冬休みのため休み、桑原が「クワちゃん調査団」と題して番組と、桑原自身の知名度調査を実施した。
- ヤバTube（水曜）
- スーさんのウラ技Cooking（火曜）
- 大川航の おひとりさんぽ（火曜→木曜）

- オジンオズボーン篠宮の毎日 秒で漢字（月曜 - 金曜）
- キンタロー。のきらママ（火曜）
- 竹田こもちこんぶの子育てあるある（水曜）
- ハンター加藤のアニマル探検隊（木曜）

- モギタテ!→もぎたて（月曜・水曜・金曜）

2021年3月8・15日は四千頭身がゲスト出演、矢端名結のナビゲートで静岡市内を散策するツアーの模様を放送。
- しずおかのオト（金曜）
- ゲッターズ飯田の開運! あしたいい日になぁれ!（月曜 - 金曜）
- NEWS450・NEWS615・NEWS640（月曜 - 金曜）

## コラボレーション
本番組開始と同時にネットを開始された『Nスタ・第0部』の番宣CMにNスタのMCでもある（井上貴博、ホラン千秋）と本番組MCである桑原秀和が出演したコマーシャルが現在でも『おど6チャンネル（番宣番組）』内にて放送される番組がある。
- それぞれ2つバージョンがあり、『（井上、ホラン）Nスタのあとは…（桑原）ORANGE 6チャン　SBS』と発言するバージョンと『（井上、ホラン）Nスタは （桑原）6チャン　SBSテレビ』と発言するバージョンがある。

2020年12月11日の放送で静岡県沼津市のご当地パン「のっぽパン」とコラボしたのっぽパンが発売された。
- デザインは本番組MCの矢端名結がデザイン。
- 2020年12月18日より静岡県内で発売（2021年3月まで）。

2021年3月29日からの大幅リニューアルに伴い、「ザテレビジョン（KADOKAWA発行）」の表紙を模したポスター広告を制作。同年3月31日発売の静岡版4月9日号表紙裏に桑原・矢端・小沼・鬼頭里枝・新城健太の5人が、オリジナルのレモンに代わって静岡特産のミカンを持って登場した（なお、この広告は「ザテレビジョン」公認のパロディーである）。ポスター広告は静岡新聞のテレビ欄にも不定期で登場し、最新の版では矢端名結に代わって井手春希と山﨑加奈が加入したバージョンが1月23日付朝刊に掲載された。
2021年4月20日、地元の生鮮食品の店「福一漁業」とコラボした海鮮丼『海鮮ORANGE丼（＃の中央に・が入って「どんぶり｣)の販売を開始（同年7月19日まで）。
4月21日放送の「ヤバTube」にて完成までの様子を紹介。